# Astrid Villaume
Astrid Villaume (3 de novembro de 1923 - 12 de fevereiro de 1995) foi uma atriz dinamarquesa. Ela é mais conhecida por seu papel-título no filme Susanne (1950), pelo qual ganhou o Prêmio Bodil. Villaume atuou em 39 filmes, além de trabalhar na televisão e no rádio; um de seus filmes, Qivitoq, foi indicado ao Oscar de Melhor Filme Estrangeiro.

## Vida pessoal
Villaume casou-se com o empresário Carl Magnus von Staffeldt em 11 de fevereiro de 1947. Seu marido morreu em 1959, enquanto ela estava grávida do terceiro filho. Astrid Villaume morreu em 12 de fevereiro de 1995, aos 71 anos. Ela foi enterrada no cemitério da Igreja de Frederiksberg, em Copenhague.

## Filmografia
- Pas på svinget i Solby – 1940
- Tyrannens fald – 1942
- Hans store aften – 1946
- Far betaler – 1946
- Susanne – 1950
- Fireogtyve timer – 1951
- Fra den gamle købmandsgård – 1951
- Vi arme syndere]] – 1952
- To minutter for sent – 1952
- Adam og Eva – 1953
- Hejrenæs – 1953
- Arvingen – 1954
- Der kom en dag – 1955
- På tro og love – 1955
- Tre finder en kro – 1955
- Qivitoq – 1956
- Flintesønnerne – 1956
- Amor i telefonen – 1957
- Mariannes bryllup – 1958
- Vagabonderne på Bakkegården – 1958
- Det skete på Møllegården – 1960
- Flemming og Kvik – 1960
- Flemming på kostskole – 1961
- Der brænder en ild – 1962
- Det stod i avisen – 1962
- Et døgn uten løgn – 1963
- Premiere i helvede – 1964
- Gift – 1966
- Der var engang en krig – 1966
- Brødrene på Uglegården – 1967
- Der kom en soldat – 1969
- De fem og spionerne – 1969
- De fem i fedtefadet – 1970
- Bejleren – en jysk røverhistorie – 1975
- Verden er fuld af børn – 1980
- Den ubetænksomme elsker – 1982
- Pelle the Conqueror – 1987
- Lad isbjørnene danse – 1990